# Министерство сельского хозяйства Грузии
Министерство сельского хозяйства Грузии осуществляет регулирование экономической деятельности в аграрном секторе страны с целью увеличения производственных мощностей отрасли. Министерство возглавляет Леван Давиташвили.

## Структура
Министерство возглавляет министр, первый заместитель министра и два заместителя министров. Оно подразделяется на Генеральную инспекцию, Управление группой по безопасности пищевых продуктов и анализа рисков, департамент сотрудничества с международными организациями и Управление проектами, которое осуществляет надзор за отделами по развитию сельских районов, регионального права, правовых вопросов и т. д.

## Министры сельского хозяйства Грузии
1. Давид Шервашидзе (февраль 2004 г. — декабрь 2004 г.);
2. Михаил Свимонишвили (декабрь 2004 г. — ноябрь 2006 г.);
3. Петре Цискаришвили (ноябрь 2006 г. — май 2008 г.);
4. Бакур Квезерели (апрель 2008 г. — октябрь 2011 г.);
5. Заза Горозия (октябрь 2011 г. — октябрь 2012 г.);
6. Давид Кирвалидзе (октябрь 2012 г. — апрель 2013 г.);
7. Шалва Пипия (24 мая 2013 г. — 26 июля 2014 г.);
8. Отар Данелия (с 26 июля 2014 г. - сентябрь 2016)
9. Леван Давиташвили (с сентября 2016г.)